# Lazzaro Liberatori
Lazzaro Liberatori (Collepardo, 10 giugno 1903 – Battaglia di Catalogna, 16 gennaio 1939) è stato un militare italiano, decorato di medaglia d'oro al valor militare alla memoria nel corso della guerra di Spagna.

## Biografia
Nacque a Collepardo, provincia di Frosinone, il 10 giugno 1903, figlio di Alfredo e di Carolina Cinè.  Bracciante agricolo, fu arruolato nel Regio Esercito per svolgere il servizio militare di leva assegnato al 10º Reggimento bersaglieri. Assunto nei ruoli della Milizia Volontaria Sicurezza Nazionale nel 1923, venne mobilitato per esigenze della guerra d'Etiopia nella 6ª Compagnia complementi nell'aprile 1936, e inviato in Africa Settentrionale Italiana. Rimpatriato nel novembre dello stesso anno, il 18 gennaio 1937 fu nuovamente mobilitato e inviato a combattere nella guerra di Spagna con i complementi del battaglione "Lupi" del 2º Reggimento fanteria CC.NN della 4ª Divisione fanteria "Littorio". Cadde in combattimento il 16 gennaio 1939 nel corso della battaglia di Catalogna, e per onorarne il coraggio fu decretata la concessione della medaglia d'oro al valor militare. Gli fu intitolata la piazza principale del suo paese natale, e le sue spoglie mortali riposano nel Sacrario Militare Italiano di Saragozza, in Spagna.

### Fonti
1. 1 2 3 4 5  Combattenti Liberazione.
2. 1 2  Gruppo Medaglie d'Oro al Valor Militare 1965, p. 358.
3. ↑  Medaglie d'oro al valor militare sul sito della Presidenza della Repubblica
4. ↑  Registrato alla Corte dei conti lì 4 luglio 1941,  registro n.23 guerra, foglio n.10.